# Ulla Saar
Ulla Saar (4 de janeiro de 1975, em Tallinn) é uma ilustradora, designer, artista gráfica e designer de interiores da Estónia.
Ela formou-se na Academia de Artes da Estónia em design.
As suas ilustrações para o livro infantil Lift receberam atenção internacional e ela foi listada no catálogo White Ravens de 2014.